# Bakendorp
Bakendorp est un hameau dans la commune néerlandaise de Borsele, en Zélande. Le hameau est situé sur l'île de Zuid-Beveland.
Le hameau est ce qu'il reste de l'ancien village de Bakendorp, englouti par l'eau lors de l'inondation de la Saint-Félix en 1530.